# Qianjiadong (sockenhuvudort i Kina, Hunan Sheng, lat 25,37, long 111,32)
Qianjiadong (kinesiska: 千家峒) är en sockenhuvudort i Kina. Den ligger i provinsen Hunan, i den södra delen av landet, omkring 350 kilometer sydväst om provinshuvudstaden Changsha. Antalet invånare är 8 180. Befolkningen består av 3 846 kvinnor och 4 334 män. Barn under 15 år utgör 21,0 %, vuxna 15-64 år 71 %, och äldre över 65 år 6,0 %.
Runt Qianjiadong är det ganska tätbefolkat, med 139 invånare per kvadratkilometer. Närmaste större samhälle är Qingtangzhen, 19,0 km nordost om Qianjiadong. I omgivningarna runt Qianjiadong växer i huvudsak blandskog.
Genomsnittlig årsnederbörd är 2 015 millimeter. Den regnigaste månaden är april, med i genomsnitt 297 mm nederbörd, och den torraste är oktober, med 46 mm nederbörd.